# Stereum reflexulum
Stereum reflexulum är en svampart som beskrevs av D.A. Reid 1969. Stereum reflexulum ingår i släktet Stereum och familjen Stereaceae.   Inga underarter finns listade i Catalogue of Life.